# 鉄門関市
鉄門関市（てつもんかん-し）は、中華人民共和国新疆ウイグル自治区に位置する区直轄県級市。
「鉄門関」とは付近のコルラ市にある古跡の名称である。

## 歴史
もともとはバインゴリン・モンゴル自治州コルラ市の一部。1953年に新疆生産建設兵団第2師団が入植。師団の所在地であるから、2012年12月17日に国務院が「師市合一」体制の県級市設置を認可、12月29日に鉄門関市が設置された。

## 行政区画
- 団（鎮）：22団河畔鎮、24団高橋鎮、27団天湖鎮、28団博古其鎮、29団、30団双豊鎮、36団米蘭鎮、37団金山鎮、38団南屯鎮、223団開沢鎮

## 交通
- 南疆線鉄門関駅
- G3012高速道路
- 国道314号